# کی وست (آیووا)
کی وست (به انگلیسی: Key West) یک منطقهٔ مسکونی در ایالات متحده آمریکا است که در شهرستان دوبوک، آیووا واقع شده‌است. کی وست ۲۵۰ متر بالاتر از سطح دریا واقع شده‌است.